# All For Your Love
『All For Your Love』（オール・フォー・ユア・ラブ）は、日本のバンド、WAGの6枚目のシングル。

## 概要・解説
シングル収録曲の中では唯一、それまでのオリジナル・アルバムには収録されていない。JASRAC上では全曲が平山進也単独による作詞という形で登録されている。

## 批評
『CDジャーナル』は「四つ打ちのハウス・ビートを隠し味にしつつ、ねっとりとからみつく歌謡曲度の高い哀愁のヴォーカルとメロディと歌詞。GIZA studioの新人ということで、そのあたりの音に目がない方はおすすめ」と評した。

## 収録曲
1. All For Your Love
作詞:WAG、作曲:北浦正尚、編曲:大賀好修
2. anyway…anywhere…
作詞:WAG、作曲・編曲:徳永暁人
3. I want you, I need you
作詞・作曲・編曲:WAG
JASRAC上の作曲は平山進也と小黒哲也の2人で手掛けたことになっている[3]。

## レコーディング参加
- 大賀好修（nothin' but love・OOM・Sensation） - ギター
- 宇徳敬子 - コーラス
- 徳永暁人 - コーラス